# .277 Fury
El .277 Fury o 6,8×51 mm, (designado como el .277 SIG FURY por el SAAMI) es un cartucho metálico para fusil de fuego central desarrollado por SIG Sauer a fines del 2019. Su diseño híbrido de tres piezas cuenta con casquillo provisto de una base de acero conectada a un cuerpo de latón y un cinturón dispositivo inserto internamente alrededor del fulminante con el objetivo de soportar presiones altas hasta de 551,6 MPa.

## Antecedentes
Fue diseñado por SIG Sauer para la Next Generation Squad Weapon Program del Ejército de Estados Unidos (NGSW), siendo dimensionalmente similar al 7,62 × 51 mm OTAN. 
La munición fue anunciada para uso no militar al ser recamarada en el fusil de cerrojo SIG Sauer Cross, en diciembre de 2019. Para tener una longitud corta, de la línea de cartuchos de 69,8 mm, ofrece una balística impresionante debido a la presión que puede soportar el casquillo. En el 2020 fue aceptado por el Sporting Arms and Ammunition Manufacturer's Institute (SAAMI). En el 2022 SIG Sauer anunció que pretende comercializar su fusil SIG MCX Spear en .277 Fury.

## Especificaciones
El cartucho utiliza un casquillo similar al del .308 Winchester,el que ha sido modificado para alojar un proyectil de .277 pulgadas, y al que se le ha subido el hombro para aumentar la carga de pólvora. Además, cada casquillo contiene una base de acero y una arandela de aleación que se unen al resto del casquillo, otorgando mayor resistencia y por ende mayor presión Con balas de Sierra HPBT MatchKing de 135 granos (8,75 gramos) y un coeficiente balístico G1 de ≈ 0,488, y con balas Sierra TGK GameKing de 140 granos (9,1 g) para cacería con un coeficiente balístico G1 de ≈ 0,508. Con este proyectil los coeficientes balísticos son iguales a las especificaciones de las balas Sierra .277 HPBT MatchKing (HPBT=Punta Hueca Cola de Bote) de 8,75 g y de las balas .277 TGK GameKing de 9,1 g. El .277 Fury a una Presión Mediana Máxima (MAPA) de 552 MPa genera una velocidad de salida con bala de 8,7 g de 914 m/s con un cañón de 40 cm.

## Prestaciones
Según SIG Sauer, el .277 Fury tiene un rendimiento balístico similar al del .270 Winchester pero utilizando casquillos de longitud corta, similares al del .308 Winchester, 243 Winchester o 6,5 mm Creedmoor, siendo sus prestaciones superiores a la de este último, con una caída de 1,8 a 2,7 m menos a 900 m, reteniendo un 25% más de energía.

## Uso Militar

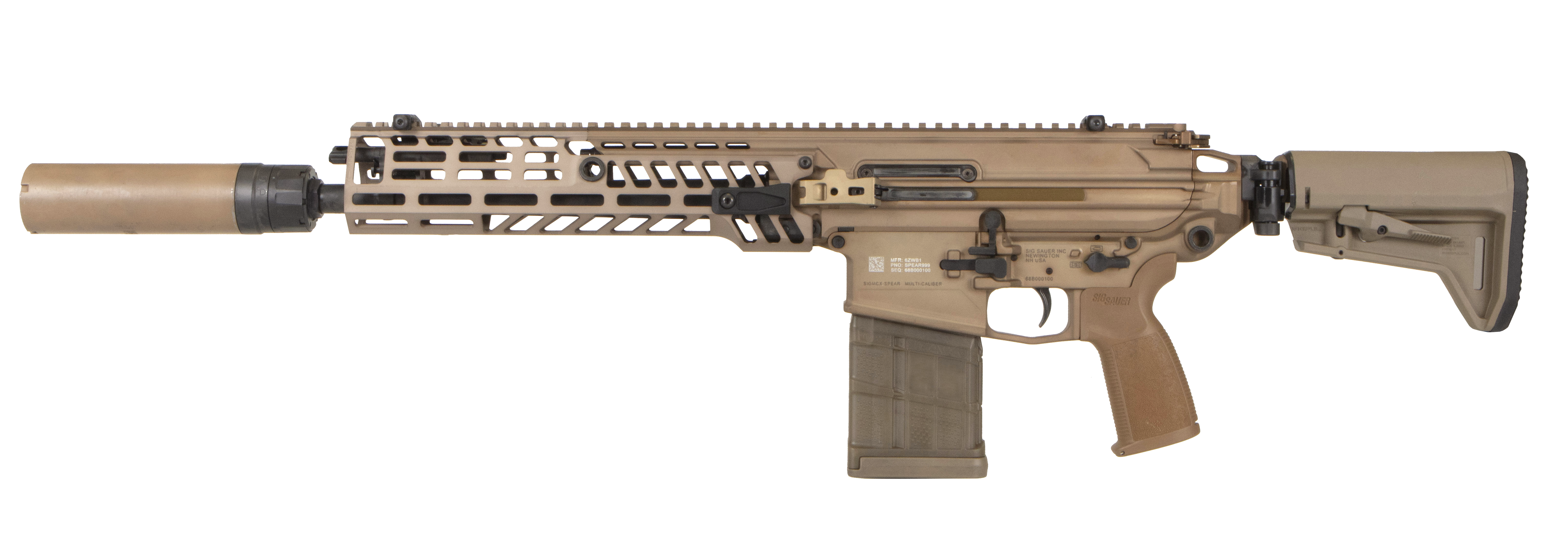
XM7 Rifle de asalto desarrollado por SIG Sauer.

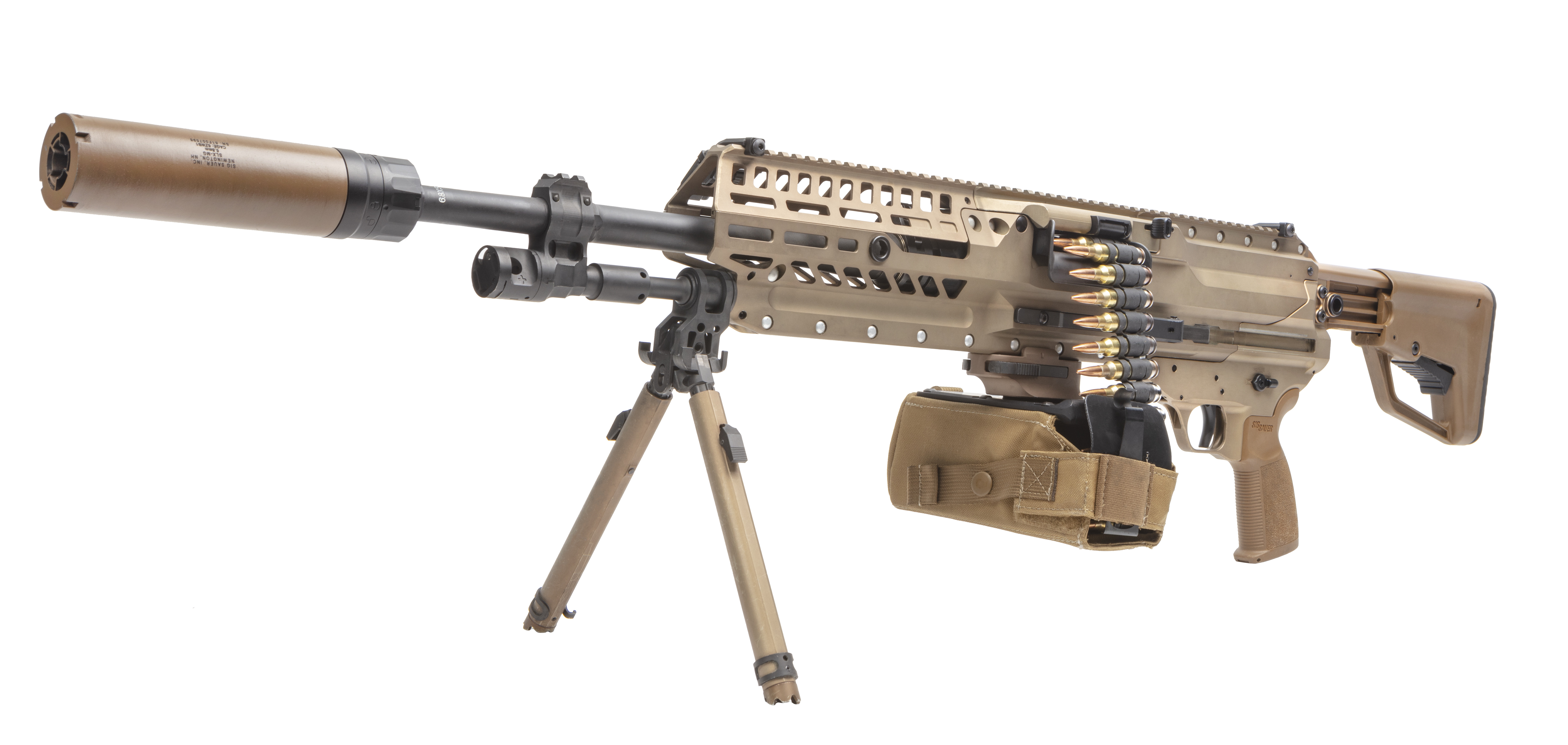
XM250 Rifle automático con cinta de munición insertada.

El  19 de abril de 2022, el Ejército de los Estados Unidos anunció que eligió a SIG Sauer para reemplazar en parte su fusil de asalto M4 con el XM7 y el XM250 con el M249 SAW; y que había seleccionado el .277 Fury, utilizando proyectiles provistos por el gobierno con el diseño desarrollado por el vendedor como la nueva munición para el armamento. El XM7 estuvo diseñado para disparar el 6,8×51 mm SIG Fury en respuesta a las preocupaciones por las mejoras en la tecnología de armaduras de combate que disminuirían la efectividad del 5,56 × 45 mm OTAN de las carabinas M4 y M249 SAW, aumentando así la letalidad y distancia efectiva con respecto a munición común de combate. Se espera que las pruebas operativas del XM7 y XM250, con la plataforma óptica XM157 y la munición 6,8 x 51 mm empiecen en el 2024 sin garantizar el futuro de su uso.